# Anthony Storr
Anthony Storr (n. 18 mai 1920, Londra – d. 17 martie 2001, Oxford) a fost un psihiatru, psihanalist și autor englez.

## Biografie
Născut la Londra, Storr a studiat la Winchester College, Christ's College, Cambridge și Westminster Hospital și a obținut în 1944 diploma de medic cu specializarea în psihiatrie.

## Oxford
În 1974, Storr a trecut de la un cabinet propriu de psihiatrie la activitatea de cadru didactic la Warneford Hospital din Oxford, unde a predat până la pensionarea sa, în 1984.

## Publicații
- The Integrity of the Personality (1961) ISBN 978-0-345-37585-8
- Sexual Deviation (1964) ISBN 978-0-14-020649-4
- Human Aggression (1968) ISBN 978-0-689-10261-5
- Human Destructiveness (1972) ISBN 978-0-435-82190-6
- The Dynamics of Creation (1972) ISBN 978-0-689-10455-8
- Jung (Fontana Modern Masters, 1973)
- The Essential Jung (1983) ISBN 0-691-08615-X
- The School of Genius (1988) ISBN 90-254-6789-X
- Solitude: A Return to the Self (1988) ISBN 0-00-654349-9 — ediția broșată a The School of Genius
- Freud: A Very Short Introduction (1989) ISBN 0-19-285455-0
- Art of Psychotherapy (1990) ISBN 0-415-90302-5
- Churchill's Black Dog, Kafka's Mice, and Other Phenomena of the Human Mind (1990) ISBN 0-00-637566-9
- Human Destructiveness: The Roots of Genocide and Human Cruelty (1991) ISBN: 978-0-415-07170-3 – ediția complet revizuită a Human Destructiveness
- Music and the Mind (1993) ISBN 0-00-215398-X
- Feet of Clay: Saints, Sinners, and Madmen (1997) ISBN 0-684-83495-2
- The Essential Jung: Selected Writings (1999) ISBN 0-00-653065-6